# Port lotniczy St. Gallen-Altenrhein
Port lotniczy St. Gallen-Altenrhein – międzynarodowy port lotniczy obsługujący St. Gallen (Szwajcaria). Port jest zlokalizowany w gminie Thal, w miejscowości Altenrhein.

## Linie lotnicze i połączenia
| Linia lotnicza | Kierunek |
| -------------- | --- |
| People's       | 1. Wiedeń Sezonowo: 1. Cagliari 2. Ibiza 3. Kefalonia 4. Menorka 5. Neapol 6. Olbia 7. Palma de Mallorca 8. Preweza 9. Pula Sezonowe czartery: 1. Lamezia Terme 2. Zadar |